# Зона інтересу
«Зона інтересу» (англ. The Zone of Interest) — драматичний фільм 2023 року, сценарій до якого написав і який зняв Джонатан Ґлейзер. Стрічка заснована на романі британського письменника Мартіна Еміса 2014 року. Знімання відбувалося у нацистському концтаборі Аушвіці з 2021 по 2022 рік. Фільм став спільним виробництвом США, Великої Британії та Польщі. Прем'єра фільму відбулася на 76-му Каннському кінофестивалі 19 травня 2023 року та отримала схвальні відгуки критиків, стрічка здобула Гран-прі та приз FIPRESCI, а також дві нагороди кінопремії «Оскар» 2024 року: (за найкращий міжнародний повнометражний фільм і за найкращий звук).

## Короткий зміст сюжету
Фільм є екранізацією однойменного роману британського письменника Мартіна Еміса про родину, яка живе поруч з концентраційним табором під час Другої світової війни. Це — комендант Аушвіцу Рудольф Гьосс та його дружина Гедвіга. Вони намагаються побудувати життя мрії для своєї родини в будинку та саду поруч із табором, де гинуть люди.

## У ролях
- Сандра Гюллер — Гедвіг Гьоос[12]
- Крістіан Фрідель — Рудольф Гьосс
- Медуза Нопф — Ельфріда
- Даніель Гольцберг[de] — Герхард Маурер
- Саша Мааз[de] — Артур Лібехеншель
- Макс Бек[de] — Шварцер
- Вольфганг Лампл — Ганс Бургер
- Йоганн Картаус — Клаус[13]
- Ральф Герфорт[de] — Освальд Пол
- Фрея Кройцкам — Елеонор Пол
- Ліллі Фальк — Гайдетраут
- Неле Аренсмайер — Інге-Брігіт

## Виробництво

### Створення проєкту
Після свого попереднього фільму «Опинись у моїй шкірі» британський кінорежисер, сценарист Ґлейзер присвятив два роки інтенсивному вивченню джерел та читанню. Під час візиту в Освенцим його вразила резиденція коменданта Рудольфа Гьосса. Ґлейзер співпрацював з Музеєм Освенцима та іншими організаціями та отримав спеціальний дозвіл на доступ до архівів, де він вивчав свідчення тих, хто вижив, і осіб, які працювали в домі Гьоссів. Зібравши разом ці свідчення, Джонатан Ґлейзер поступово реконструював детальний образ осіб, пов'язаних із подіями Другої світової війни. На відміну від книги, якою він був натхненний, Ґлейзер використовував реальних людей, причетних до подій, а не вигадані імена, щоб підкреслити достовірність історії. Технологія, яка відгороджувала знімальну групу від знімального майданчика, дозволяла акторам імпровізувати під час зйомок, а насильство було зображено без явного показу, створюючи фільм, який уникає графічного насильства та «здається менш експлуататорським».
Джонатан Ґлейзер підтвердив розроблення проєкту у 2019 році за спільного фінансування та виробництва A24 і Film4 Productions.

### Фільмування
Основне знімання розпочали в Аушвіці влітку 2021 року і продовжилися в Єленя-Гурі в січні 2022 року. Весь фільм знімали в Польщі та Німеччині.

## Реліз
Фільм «Зона інтересу» відібрали для змагання за «Золоту пальмову гілку» на Каннському кінофестивалі 2023 року, де його світова прем'єра відбулася 19 травня 2023 року й отримала шестихвилинні овації перших глядачів..

## Реакція

### Критика
На вебсайті агрегатора рецензій Rotten Tomatoes 100 % із 40 рецензій є позитивними на фільм із середньою оцінкою 9,3/10. Консенсус критиків вебсайту стверджує: «Безпристрасно досліджуючи звичайне існування людей, причетних до жахливих злочинів, „Зона інтересу“ змушує нас пристрасно поглянути на буденність, що стоїть за непробачною жорстокістю». На Metacritic фільм має середньозважену оцінку 98 зі 100 на основі 17 відгуків критиків, що вказує на «загальне визнання». На Metacritic він став третім за рейтингом фільмом усіх часів.
Кевін Магер з The Times назвав його «визначним фільмом, надзвичайно важливим, який не боїться складних ідей». Девід Руні з The Hollywood Reporter назвав його «руйнівною драмою про Голокост, подібною до інших, яка з приголомшливою ефективністю демонструє безпомилковий контроль режисера Джонатана Ґлейзера над тональним та візуальним сюжетом». Дональд Кларк з The Irish Times писав: «Ґлейзер може мати проблеми через такий формальний підхід до конфіденційного матеріалу. Але, попри все, ця самодисципліна — і повна відсутність сентиментальності — говорить про глибоку повагу, яку він відчуває до предмета». Рафаель Абрахам з Financial Times писав: «Ґлейзер досяг чогось набагато більшого, ніж просто зробив жахливе буденним — роблячи таку надзвичайну нелюдяність звичайною, він знову пробуджує нас до сприйняття її справжнього жаху». Джонатан Ромні з Screen International написав, що фільм «уникає фальшивої риторики, залишаючи максимальний простір для образної та емоційної реакції аудиторії».
Девід Ерліх з IndieWire відзначив камерний процес Ґлейзера за те, що він «вирівнює рівномірність у фільмі, де відсутність драми стає глибоко неприємною для себе». Роббі Коллін з The Daily Telegraph написав: «Завдяки ретельному кадруванню та звуковому оформленню його жахи гризуть край кожного кадру».
У 4-зірковому огляді Пітер Бредшоу з The Guardian назвав його «фільмом, який, попри весь його артистизм, можливо, не повністю контролює свій (навмисний) несмак».
І навпаки, огляд італійського кінокритика Давіде Аббатесціанні, опублікований Cineuropa, був менш позитивним. Він критикував фільм за його тривожну атмосферу, яка, на його думку, була добре продуманою, але одноманітною. Також він критикує гру акторського складу, яка, на його думку, не могла внести жодних змін у концепцію, представлену у фільмі, якому, на його думку, бракувало різноманітності, залишаючи її незмінною протягом двох годин.
Німецький критик Ганнс-Георг Родек написав для Worldcrunch таке: «Ось перше запитання, на яке „Зона інтересу“ не дає відповіді: чи це невігластво? Звичайно, ні. Чи це свідоме схвалення, засноване на расистській і націоналістичній омані? Я впевнений, що так. Чи це прагнення до ідилії посеред ситуації, яка сприймається як загрозлива? Без сумніву. Є багато спроб пояснити, але вони не дуже цікавлять Джонатана Ґлейзера. Він описує ситуацію, яка, мабуть, більш гнітюча, ніж усе, що ми бачили у фільмах про Голокост раніше. Вона зосереджує в одному саду ставлення цілої нації, яка не хотіла нічого знати».

### Нагороди та номінації
| Нагорода                | Дата церемонії      | Категорія                   | Одержувач(і)     | Результат |        |
| ----------------------- | ------------------- | --------------------------- | ---------------- | --------- | ------ |
| Каннський кінофестиваль | 27 травня 2023 року | Золота пальмова гілка       | Джонатан Ґлейзер | Номінація | [ 22 ] |
| Каннський кінофестиваль | 27 травня 2023 року | Гран-прі                    | Джонатан Ґлейзер | Перемога  | [ 37 ] |
| Каннський кінофестиваль | 27 травня 2023 року | Приз FIPRESCI               | Джонатан Ґлейзер | Перемога  | [ 38 ] |
| Каннський кінофестиваль | 27 травня 2023 року | Премія за саундтрек         | Міка Леві        | Перемога  |        |
| Каннський кінофестиваль | 27 травня 2023 року | CST Artist-Technician Award | Джонні Берн      | Перемога  | [ 39 ] |